# Stelis sanluisensis
Stelis sanluisensis är en orkidéart som beskrevs av Ernesto Foldats. Stelis sanluisensis ingår i släktet Stelis och familjen orkidéer. Inga underarter finns listade i Catalogue of Life.